# Arabella (canção)
"Arabella" é uma canção da banda britânica Arctic Monkeys de seu quinto álbum de estúdio, AM (2013). Foi confirmada como o quinto single desse album pela banda e sua gravadora Domino e chegou nas rádios da Itália em 28 de janeiro de 2014 e do Reino Unido em 10 de março de 2014. Uma versão física em disco de vinil foi planejada para lançamento em 28 de março de 2014, mas acabou por não acontecer.

## Posição nas paradas musicais
| Parada (2013)                                           | Melhor posição |
| ------------------------------------------------------- | -------------- |
| Bélgica (Ultratip Bubbling Under de Flandres)           | 7              |
| Reino Unido (OCC UK Indie)                              | 26             |
| Reino Unido (Official Charts Company)                   | 155            |
| Parada (2014)                                           | Melhor posição |
| Mexico Ingles Airplay (Billboard)                       | 45             |
| Reino Unido (OCC UK Indie)                              | 9              |
| Reino Unido (Official Charts Company)                   | 70             |
| Estados Unidos (Billboard Hot Rock & Alternative Songs) | 47             |